# Rada Przyboczna Miasta Krakowa
Rada Przyboczna Miasta Krakowa (Krakauer Beirat) – organ doradczy zarządu miasta, istniejący w okresie od 25 października 1939 do 1941, powołany przez niemieckiego Komisarza Krakowa Ernsta Zörnera. Składała się z 20 osób narodowości polskiej. Jej przewodniczącym był Juliusz Twardowski. 6 listopada 1939 zostali aresztowani przez hitlerowców w ramach akcji „Sonderaktion Krakau” i wywiezieni do obozu w Sachsenhausen trzej członkowie Rady, prof.prof., Stanisław Kutrzeba, Izydor Stella-Sawicki oraz Tadeusz Lehr-Spławiński.

## Skład Rady
- dr Juliusz Twardowski, b. minister Rządu Austro-Węgier, przew. Rady
- Ludwik Bartosiewicz, restaurator
- dr Wincenty Bogdanowski, przemysłowiec
- Jerzy Długoszewski, majster piekarski
- Jan Kuhn, kupiec
- ks. dr Zygmunt Kulik, kanonik kapituły katedralnej
- dr Stanisław Kutrzeba, prof. Uniwersytetu Jagiellońskiego, prezes Polskiej Akademii Umiejętności
- Ludwik Lalito, przemysłowiec
- Henryk Maiss, wicedyrektor Izby Przemysłowo-Handlowej
- dr Tadeusz Miksiewicz, adwokat
- Wojciech Olszowski, kupiec
- ppłk Józef Pokorny
- Jan Poradzisz, robotnik
- Andrzej Różycki, masarz
- Władysław Rutkowski, ślusarz
- dr Stanisław Rymar, prof. gimnazjum
- inż. Izydor Stella-Sawicki, prof. Akademii Górniczej
- dr Tadeusz Lehr-Spławiński, rektor Uniwersytetu Jagiellońskiego
- dr Fryderyk Spahn, adwokat
- dr Kazimierz Warzycki, dyrektor Banku Dyskontowego Warszawskiego

(Na podstawie materiału źródłowego)